# BBC Kids
BBC Kids était une chaîne de télévision canadienne spécialisée de catégorie B appartenant à Knowledge Network Corporation et BBC Worldwide présentée sans pauses publicitaires et s'adressant aux enfants d'âge pré-scolaire jusqu'aux adolescents.

## Histoire
Après avoir obtenu une licence de diffusion auprès du CRTC en 2000, Alliance Atlantis a lancé la chaîne le 7 septembre 2001, dont la BBC détient 20 %.
Le 18 janvier 2008, CW Media (Canwest et Goldman Sachs) fait l'acquisition d'Alliance Atlantis Communications. Sous les dettes, Shaw Communications fait l'acquisition de CW Media le 27 octobre 2010 et BBC Kids fait partie de Shaw Media.
La chaîne a été vendue au mois de janvier 2011 à Knowledge Network Corporation. La transaction a été approuvée par le CRTC le 29 avril 2011 et finalisée le 12 mai 2011, et la chaîne a été relocalisée quelques jours plus tard à Burnaby et diffuse sa programmation sans pauses publicitaires.
Étant donné que BBC Kids est une chaîne canadienne, le CRTC exige un quota d'émissions canadiennes à sa programmation. Bien qu'on retrouve en majorité des émissions du Royaume-Uni, des émissions jeunesse de l'Autriche et des États-Unis s'y retrouvent aussi.
Le 2 octobre 2018, Knowledge annonce la fermeture de la chaîne le 31 décembre 2018.